# Ursula Stinkes
Ursula Stinkes (* 1959) ist eine deutsche Sonderpädagogin und seit 1999 Professorin für Geistigbehindertenpädagogik an der Fakultät für Sonderpädagogik der Pädagogischen Hochschule Ludwigsburg. Zuvor war sie wissenschaftliche Mitarbeiterin an den Universitäten Köln, Dortmund und Würzburg. 1991 erfolgte die Promotion zum Thema Spuren eines Fremden in der Nähe. Das geistigbehinderte Kind aus phänomenologischer Sicht (Gutachter: Walther Dreher, Universität zu Köln; Käte Meyer-Drawe, Ruhr-Universität Bochum). Ursula Stinkes ist Leiterin des Instituts für sonderpädagogische Schwerpunkte, Mitglied im Wissenschaftlichen Beirat der Zeitschrift Sonderpädagogische Förderung heute und der Zeitschrift Behindertenpädagogik, außerdem langjähriges Mitglied im Ausschuss Kindheit und Jugend sowie im Stiftungsausschuss der Lebenshilfe Baden-Württemberg und Vertreterin der Hochschulen Baden-Württembergs im Verband Sonderpädagogik e.V. (VdS).

## Lehr- und Forschungstätigkeit
Ursula Stinkes beschäftigt sich in Forschung und Lehre mit leibphänomenologischen Theorien geistiger Entwicklung, Konzepten zur Arbeit mit dem Körper, der Körpersprache und der Körpererinnerung, anthropologischen und ethischen Fragen zur Konditionalität menschlicher Existenz, Bildung von Kindern und Jugendlichen mit (schwerer) geistiger Behinderung, didaktischen Aspekten des Versorgens und Versorgtwerdens sowie Möglichkeiten integrativer Beschulung und Chancen/Grenzen der Vision von Inklusion.

## Werke (Auswahl)
- U. Stinkes: Spuren eines Fremden in der Nähe. Das „geistigbehinderte“ Kind aus phänomenologischer Sicht. Würzburg 1993.
- H. Sautter, U. Stinkes, R. Trost (Hrsg.): Beiträge zu einer Pädagogik der Achtung. Heidelberg 2004.
- H. Weiß, U. Stinkes, A. Fries (Hrsg.): Prüfstand der Gesellschaft: Behinderung und Benachteiligung als soziale Herausforderung. Würzburg 2010.
- U. Stinkes, E. Schwarzburg-von Wedel (Hrsg.): Sonderpädagogik und Verantwortung. Heidelberg 2012.
- T. Hoffmann, W. Jantzen, U. Stinkes (Hrsg.): Empowerment und Exklusion: Zur Kritik der Mechanismen gesellschaftlicher Ausgrenzung. Gießen 2018.

## Nachweise
1. ↑  Zur Person. 26. September 2017, abgerufen am 14. August 2019.
2. ↑  Forschung. 14. Februar 2017, abgerufen am 14. August 2019.

| Personendaten    | Personendaten                                                         |
| ---------------- | --------------------------------------------------------------------- |
| NAME             | Stinkes, Ursula                                                       |
| KURZBESCHREIBUNG | deutsche Sonderpädagogin, Professorin für Geistigbehindertenpädagogik |
| GEBURTSDATUM     | 1959                                                                  |
| GEBURTSORT       | Breyell                                                               |